# 용사의 집
용사의 집은 서울특별시 용산구에 있는 대한민국군 군인과 군인가족을 위한 원호시설이다. 1969년 8월 15일에 완공되어 개관식이 열렸고 지상 5층, 지하 1층이다. 2017년 2월 육군호텔을 건립하기 위해 용사의 집이 철거되었다.